# Дезура, Диана
Диа́на Дезу́ра (англ. Diane Dezura, урождённая Диа́на Не́льсон, англ. Diane Nelson; род. 1 июля 1958, Бернаби, Британская Колумбия) — канадская кёрлингистка, бронзовый призёр зимних Олимпийских игр 2002 года.

## Спортивная карьера
Спортивную карьеру Диана начала в 1971 году в возрасте 13 лет. Является многократной чемпионкой различных провинциальных канадских чемпионатов. К команде Келли Лоу Диана Нельсон присоединилась в 1999 году и выиграла вместе с командой Чемпионат мира 2000 года.
На Олимпийских играх в Солт-Лейк-Сити сборная Канады, в которой Диана играла на позиции ведущего, выиграла бронзовые медали.
В 2003 году Келли Лоу распускает команду и Диана переходит в команду, созданную её партнёршей по Олимпийской сборной, Джорджиной Уиткрофт.
Завершила карьеру кёрлингистки в 2004 году. Большую часть карьеры выступала под девичьей фамилией Нельсон, а последние два года выступала под фамилией мужа Дезура (муж — тоже канадский кёрлингист Грант Дезура, англ. Grant Dezura).
Играла на позиции первого.

## Достижения
- Зимние Олимпийские игры: бронза (2002).
- Чемпионат мира по кёрлингу среди женщин: золото (2000).
- Чемпионат Канады по кёрлингу среди женщин: золото (2000), серебро (2001).
- Канадский олимпийский отбор по кёрлингу: золото (2001).
- Кубок Канады по кёрлингу: серебро (2003).

## Команды
| Сезон   | Четвёртый          | Третий         | Второй             | Первый         | Запасной                              | Турниры              |
| ------- | ------------------ | -------------- | ------------------ | -------------- | ------------------------------------- | -------------------- |
| 1987—88 | Chris Stevenson    | Cindy Tucker   | Диана Нельсон      | Sandra Martin  | Джоди Саттон                          | ЧК 1988 (4 место)    |
| 1988—89 | Джулия Саттон      | Пэт Сандерс    | Джорджина Хоукс    | Мелисса Солиго | Диана Нельсон                         | ЧК 1989 (5 место)    |
| 1999—00 | Келли Лоу          | Джулия Скиннер | Джорджина Уиткрофт | Диана Нельсон  | Элейн Дагг-Джексон                    | ЧК 2000              |
| 1999—00 | Келли Лоу          | Джулия Скиннер | Джорджина Уиткрофт | Диана Нельсон  | Шерил Нобл тренер: Элейн Дагг-Джексон | ЧМ 2000              |
| 2000—01 | Келли Лоу          | Джулия Скиннер | Джорджина Уиткрофт | Диана Нельсон  | Шерил Нобл тренер: Элейн Дагг-Джексон | ЧК 2001              |
| 2001—02 | Келли Лоу          | Джулия Скиннер | Джорджина Уиткрофт | Диана Нельсон  | Шерил Нобл тренер: Gene Friesen       | КООК 2001 · ЗОИ 2002 |
| 2002—03 | Келли Лоу          | Джулия Скиннер | Джорджина Уиткрофт | Диана Дезура   |                                       | КК 2003              |
| 2003—04 | Джорджина Уиткрофт | Diane McLean   | Shellan Reed       | Диана Дезура   | Джулия Скиннер                        | ЧК 2004 (9 место)    |

(скипы выделены полужирным шрифтом)